# Oxyepalpus flavoscutellatus
Oxyepalpus flavoscutellatus là một loài ruồi trong họ Tachinidae.